# Thomas Nantha
Thomas Nantha (* 3. Oktober 1909 in Pakxan; † 7. April 1984) war ein laotischer römisch-katholischer Geistlicher und  Apostolischer Vikar von Vientiane sowie Apostolischer Administrator von Luang Prabang.

## Leben
Thomas Nantha empfing am 27. Juni 1935 die Priesterweihe.
Papst Paul VI. ernannte ihn am 25. April 1974 zum Weihbischof im Apostolischen Vikariat Vientiane und zum Titularbischof von Succuba.
Papst Paul VI., spendete ihm am 30. Juni 1974 im Petersdom in Rom die Bischofsweihe; Mitkonsekratoren waren Giovanni Benelli und Duraisamy Simon Kardinal Lourdusamy.
Am 22. Mai 1975 bestellte ihn Papst Paul VI.zum Bischof von Vientiane.
Im selben Jahr wurde er auch zum Apostolischen Administrator von Luang Prabang ernannt.
Thomas Nantha starb am 7. April 1984 in seinem 74. Lebensjahr.